# Stefan Dimitrov
Stefan Ivanov Dimitrov (in bulgaro Стефан Иванов Димитров?; Travnik, 9 dicembre 1957 – Germania, giugno 2011) è stato un sollevatore bulgaro medagliato olimpico che ha gareggiato nelle categorie dei pesi gallo (fino a 56 kg.) e dei pesi piuma (fino a 60 kg.).

## Biografia
Stefan Dimitrov iniziò ad affermarsi a livello internazionale nel 1978, vincendo la medaglia di bronzo nei pesi gallo ai campionati europei di Havířov con 255 kg. nel totale, terminando dietro al polacco Marek Seweryn (260 kg.) e al cecoslovacco Karel Prohl (257,5 kg.).
Il suo periodo migliore come atleta fu il 1980, anno in cui conquistò la medaglia d'oro ai campionati europei di Belgrado nella categoria dei pesi piuma con 285 kg. nel totale, battendo il sovietico Yourik Sargsyan (280 kg.) e il polacco Antoni Pawlak (275 kg.). Qualche mese dopo vinse la medaglia d'argento alle Olimpiadi di Mosca 1980 con 287,5 kg. nel totale, dietro al sovietico Viktor Mazin (290 kg.). In quell'anno la competizione olimpica di sollevamento pesi era valida anche come campionato mondiale.
Nel corso della sua carriera Dimitrov realizzò un record mondiale nella prova di strappo della categoria dei pesi piuma.